# Sabrina (casa discografica)
La Dischi Sabrina è stata una casa discografica italiana, attiva nella prima metà degli anni sessanta.

## Storia
L'etichetta fu fondata dal cantante Bruno Rosettani, che la chiamò con il nome di sua figlia, Sabrina.
Tra i cantanti che incisero per la Sabrina i più noti furono Nella Colombo (che vinse nel 1959 con Tu vuoi così il primo Festival del Musichiere), Gesy Sebena, Wanda Romanelli, il Quartetto Hohner, e i gruppi beat i Grisbi e The King's Stars.

## Dischi
La datazione qui riportata si basa sull'etichetta del disco o sulla copertina; qualora nessuno di questi elementi abbia una datazione, è basata sulla numerazione del catalogo; talora è, infine, basata sul codice della matrice di stampa. Se esistenti, sono riportati, oltre all'anno, il mese e il giorno (quest'ultimo dato si trova, a volte, stampato sul vinile).

### 33 giri
| Numero di catalogo | Anno | Interprete       | Titoli                     |
| ------------------ | ---- | ---------------- | -------------------------- |
| LP 5003            | 1961 | Nella Colombo    | Successi internazionali    |
| LP 5005            | 1966 | The King's Stars | Una notte al Paradiso Club |

### 45 giri
| Numero di catalogo | Anno           | Interprete | Titoli                                                |
| ------------------ | -------------- | --- | ----------------------------------------------------- |
| MS 104             | 1959           | Romeo Casella con il Duo Blengio                                                                                | Fufy del travaso/Magic Moments                        |
| MS 105             | 1959           | Romeo Casella                                                                                                   | Stasera non canterò/Timida serenata                   |
| MS 120             | 1959           | Bruno Rosettani con il Duo Blengio                                                                              | La biondina di Cortina/Vieni Rosina                   |
| MS 122             | 1959           | Bruno Rosettani con il Duo Blengio                                                                              | Un olandese a Napoli/Dolce terra di Calabria          |
| MS 128             | 1959           | Bruno Rosettani con il Duo Blengio                                                                              | Tramonto nel West/Bogotà                              |
| MS 130             | 1959           | Bruno Rosettani                                                                                                 | Ufemia!/Rancherita                                    |
| MS 132             | 1959           | Bruno Rosettani                                                                                                 | La chiamano whisky/Calypso messican                   |
| MS 134             | 1959           | Bruno Rosettani e Lidia Drey (solo sul lato A)                                                                  | Calypso a metà/Si tu savais                           |
| MS 138             | 1959           | Bruno Rosettani                                                                                                 | Più non piove/Follia!                                 |
| MS 142             | 1959           | Nella Colombo                                                                                                   | Tu vuoi così/Non so se t'amo                          |
| MS 144             | 1959           | Bruno Rosettani con il Duo Blengio (sul lato A)/Duo Blengio (sul lato B)                                        | Zucchero Filato/Non ti lascerò                        |
| MS 146             | 1959           | Bruno Rosettani (sul lato A)/Bruno Rosettani con il Duo Blengio (sul lato B)                                    | Canto per tutte/Pampa lontana                         |
| MS 152             | 1959           | Luciano Bonfiglioli (sul lato A)/Quartetto Hohner (sul lato B)                                                  | L'onore del cow-boy/Lella Rag Time                    |
| MS 156             | 1959           | Bruno Rosettani                                                                                                 | Mai più segreti/Partita a rock                        |
| MS 162             | 1960           | Assuero Verdelli ed il suo complesso                                                                            | Vocès sabem là/Versilia                               |
| MS 164             | 1960           | Duo Blengio | Violette/Tortorella glu glu glu                       |
| MS 168             | 1960           | Hengel Gualdi e il suo Complesso                                                                                | La vie en rose/Petite Fleur                           |
| MS 170             | 1960           | Lucky Romano | Marina/Lilly                                          |
| MS 176             | 1960           | Nella Colombo                                                                                                   | Mantiglia/Dolcissima                                  |
| MS 178             | 1960           | Bruno Rosettani con Nella Colombo e il Duo Blengio (sul lato A)/Bruno Rosettani con il Duo Blengio (sul lato B) | Viva gli sposi/Zucchero Filato                        |
| MS 182             | 1960           | Piccy Simpatia                                                                                                  | Morgen/Baci poco a poco                               |
| MS 198             | 1960           | Mimmo Lucci | Non è la luna/Qualcuno verrà                          |
| MS 200             | 1960           | Nella Colombo                                                                                                   | Dev'esser bello / La mia strada                       |
| MS 202             | 1960           | Wanda Romanelli                                                                                                 | Mamita cha cha/M'hai lasciato sola                    |
| MS 218             | 1960           | Wanda Romanelli                                                                                                 | Uno a me, uno a te (Les Enfants Du Pirée)/Nasce il dì |
| MS 220             | 1960           | Attilio Uzzo con il Complesso Pier Emilio Bassi                                                                 | Jamaica/Les gitans                                    |
| MS 224             | 1961           | Henghel Gualdi                                                                                                  | Las munecas de cha cha cha/Las clases de cha cha cha  |
| MS 238             | 1961           | Bruno Rosettani                                                                                                 | Dai Carolina/Mandolino mandolino                      |
| MS 246             | 1961           | Henghel Gualdi con Lucky Romano                                                                                 | Ho scritto un nome nel cielo/Ho bisogno d'amore       |
| MS 252             | 1961           | Bruno Rosettani                                                                                                 | Era scritto nel cielo/I magnifici sette               |
| MS 254             | 1961           | Bruno Rosettani                                                                                                 | Il pullover/Banjo Boy                                 |
| MS 258             | 1961           | Gesy Sebena (sul disco Jesy)                                                                                    | La gatta bianca/My Angel Baby                         |
| MS 262             | 1961           | Franchino Camporeale                                                                                            | L'uomo dal braccio d'oro/Come mille diavoli           |
| MS 264             | 1961           | Alvaro e i suoi Rockers                                                                                         | Mandolino rock/Sei come una musica                    |
| MS 268             | 1961           | Two Victor | Calcutta/Pollo e champagne                            |
| MS 270             | 1961           | Two Victor | Exodus/Flamenco rock                                  |
| MS 272             | 1961           | Marisa Colomber                                                                                                 | Flamenco rock/Mi chiamo delusione                     |
| MS 274             | 1961           | Alvaro e i suoi Rockers                                                                                         | T'amo da morire/Un due tre                            |
| MS 276             | 1961           | Alvaro e i suoi Rockers (sul lato A)/Enrica Zani (sul lato B)                                                   | Malinconico mare/Hello cow boy                        |
| MS 282             | 1961           | Giuliana Milan                                                                                                  | Sì, t'amo ancora/Micetta cha cha cha                  |
| MS 288             | 1961           | Nella Colombo                                                                                                   | Le case/Nulla rimpiangerò                             |
| MS 290             | 1961           | I Grisbi | Neapolitan twist/Ogne sera                            |
| MS 292             | 1961           | Germanino | La morosa/Un colpo di vento                           |
| MS 300             | 1961           | Nik Montero | Desidero te/Un mondo nuovo                            |
| MS 304             | 1961           | Gesy Sebena | Zoo-Be-Zoo-Be-Zoo/Torna a settembre                   |
| MS 310             | 1961           | Gesy Sebena | Come il fumo/Perché mi vuoi far piangere?             |
| MS 312             | 1961           | Romano Villi | Buon Natale cow-boy/La stella di latta                |
| MS 316             | 1961           | Germanino | Ballata della tromba/Nata per me                      |
| MS 318             | 1962           | Gesy Sebena (sul lato A)/Mirosa (sul lato B)                                                                    | Moliendo café/Quando calienta el sol                  |
| MS 320             | 1962           | Gesy Sebena e il Duo Blengio                                                                                    | Twist twist twist/Da da um pa                         |
| MS 328             | 1962           | Gesy Sebena | Il nostro amore/I colori della felicità               |
| MS 348             | 1962           | Willy Ringo | Johnny Mc Terroon/Vecchio cow boy                     |
| MS 356             | 1962           | I Grisbi | Guarda come dondolo/Speedy Gonzales                   |
| MS 358             | 1963           | I Grisbi | Il ragazzo dai capelli verdi/Nun venì                 |
| MS 360             | 1963           | Gesy Sebena | Tornerai/Non ti scordar di me                         |
| MS 364             | 1963           | Gesy Sebena (sul lato A) / Bruno Rosettani (sul lato B)                                                         | Giovane giovane/Uno per tutte                         |
| MS 366             | 1963           | Romeo Casella                                                                                                   | Sull'acqua/Non costa niente                           |
| MS 370             | 1963           | Gesy Sebena | Casanova baciami/Stessa spiaggia stesso mare          |
| MS 374             | 1963           | Gesy Sebena | Un certo non so che/Marinero adios                    |
| MS 376             | 1964           | Gesy Sebena | Ma che uomo sei?/Knock-Out                            |
| MS 378             | 1964           | Gesy Sebena | Mio nonno teddy boy/Nonna lasciami fare               |
| MS 380             | 1964           | I Grisbi | Nel ricordo/Tu dirai                                  |
| MS 382             | 1964           | Lauretta Fiordaliso (sul lato A)/bruno Rosettani (sul lato B)                                                   | Non ho l'età (per amarti)/Stasera no, no, no          |
| MS 384             | 1964           | Walter D'Amore                                                                                                  | Quando vedrai la mia ragazza/Una lacrima sul viso     |
| MS 386             | 1964           | The King's Stars                                                                                                | Roma nun fa la stupida stasera/Quando eri qui         |
| MS 388             | 1964           | The King's Stars                                                                                                | Senza di te/Domani (non mi aspettare)                 |
| MS 396             | 1964           | The Silver Boys                                                                                                 | Surfin' Guitar/Yeh! Yeh! Yeh!                         |
| MS 400             | 1964           | I Grisbi | Ti graffio/Il nostro appuntamento                     |
| MS 404             | 1965           | The King's Stars                                                                                                | Alleluja surf/I ricordi di una sera                   |
| MS 410             | 1965           | The King's Stars                                                                                                | Grazie tante/I nostri orizzonti                       |
| MS 412             | 1965           | I Grisbi | Se tornerai/La verità                                 |
| MS 418             | 1965           | Adriana Del Poggio                                                                                              | Mare vivo/T'amerò nella luce                          |
| MS 420             | 1965           | Batman's | Anna Linda/Crapa pelada                               |
| MS 422             | 1965           | Batman's | Mohamed/Quietly                                       |
| MS 424             | 1965           | Batman's | Latin lover/Silver colt                               |
| MS 430             | 1965           | Anna Lauri | Ancora stasera/Sei tu                                 |
| SAC 13.001         | 11 marzo 1965  | Max Baby | Meglio così/Ciao e buondì                             |
| SAC 13.003         | 1965           | The King's Stars                                                                                                | Alleluja surf/I nostri orizzonti                      |
| SAC 13.005         | 14 aprile 1965 | Gesy Sebena | Il biglietto/Se un giorno non ti vedo                 |
| SAC 13.006         | 1965           | The King's Stars                                                                                                | Quando la vedrai/La ballata di Gigi il duro           |
| SAC 13.012         | 1966           | The King's Stars                                                                                                | Con le mie lacrime/Wild Bronco                        |
| SAC 13.013         | 1966           | I Grisbi | Dimmi bambina/E t 'aspetto ancora                     |
| SAC 13.014         | 1966           | The King's Stars                                                                                                | Riccione (un sogno verde e blu)/Fort Laredo           |
| SAC 13.015         | 1966           | The King's Stars                                                                                                | Amore ciao/Fort Laredo                                |
| SAC 13.016         | 1966           | I Grisbi | Devo andare da lei/Non ri cercherò                    |
| SAC 13.017         | 1966           | I Ciros | E' finita così/Un giorno triste                       |